# 塔皮亚新镇
塔皮亚新镇，是西班牙安达卢西亚自治区马拉加省的一个市镇。 总面积22平方公里，总人口1649人（2001年），人口密度75人/平方公里。